# 田中惇之
田中 惇之（たなか あつゆき、1986年4月28日 - ）日本の俳優。広島県廿日市市出身。

## 略歴・人物
広陵高等学校を経て、関西学院大学総合政策学部卒業。
2016年に自身が主宰する廣島神樂團を旗揚げ、歌舞伎町史上初となる神楽を上演。
2017年観世能楽堂で「月夜見」を上演。主演の月夜見尊役を務める。
2017年 自身が作・演出の一人芝居「田中惇之の一人芝居」を歌舞伎町Jimushono1kaiで一年間のロングラン公演を果たす。
2018年12月5日 東京キネマ倶楽部にて「田中惇之の一人芝居」を上演。
2021年12月3日 東京キネマ倶楽部にて「田中惇之の一人芝居 2021」を上演。
2024年 一年間毎月一人芝居の新作上演を達成。

## 出演

### 映画
- 『クズとブスとゲス』 奥田庸介監督 (第16回 東京フィルメックス スペシャルメンション)
- 主演『青春墓場』奥田庸介監督 (第22回 東京フィルメックス コンペティション)

### ドラマ
- WOWOW 『平成猿蟹合戦図』 行定勲監督
- BeeTV 『パーティは終わった』行定勲監督
- 東京MX 『The House』 Second Season
- hulu「ミス・シャーロック」

### MV
- 出雲咲乃 「当流女」
- 「世田谷ラブストーリー」 行定勲監督
- 鬼「終わったばかり feat.酒匂ミユキ」

### 舞台
- D-BOYS STAGE「ラストゲーム〜最後の早慶戦」 演出：茅野イサム
- D-BOYS STAGE「ヴェニスの商人」 演出：青木豪
- ツラヌキ怪賊団「Beautiful Runner」演出 IKKAN @サンモールスタジオ
- キタムラ印 「VERSUS」演出 キタムラトシヒロ @中目黒ウッディシアター
- ツラヌキ怪賊団 「リーゼント総理」演出 IKKAN @中野ザ・ポケット
- Funny Farm「特殊清掃GO!GO!GO!」 演出：井上テテ@ウッディシアター
- ツラヌキ怪賊団「ねぇ、ヒルガオが咲いてるよ」演出IKKAN
- ツラヌキ怪賊団「Beautiful Runner」 演出：IKKAN@銀座みゆき館劇場
- キタムラ印 裏「気ままなゴーストにご用心」 演出：犬伏雄一@中目黒ィシアター
- カプセル兵団「Diabolus」主演 演出：吉久直志@笹塚ファクトリー
- 円盤ライダー「ステキなハプニング」 演出：菅野臣太朗@鶯谷ホテルシャーウッド
- ソラリネ「PANGEA」主演 作：小手伸也/演出：船戸慎士@ウエストエンドスタジオ
- カプセル兵団「月光条例」 演出：吉久直志@笹塚ファクトリー
- 危婦人「毒花-Dokka-」 演出：スギタクミ@下北沢駅前劇場
- 徳島市民ミュージカル「Smile smile smile」主演@徳島市民文化センター
- 朝劇 西新宿「恋の遠心力」(ゲスト出演) 演出：岡本貴也@GLASS DANCE
- 〜古夜〜INISHIE NIGHT 「御岳山」作：及川猛広　演出 笠野励@赤坂山王日枝神社
- 円盤ライダー「ノーキディング」 演出：谷口健太郎@鶯谷ホテルシャーウッド
- ツラヌキ怪賊団「役者、坂本龍馬。」 演出：IKKAN@中野テアトルBONBON
- 神奈川県演劇連盟プロデュース「ジレンマが嗤う」準主役　演出：笹浦暢大@KAAT神奈川芸術劇場
- 円盤ライダー「66-ロクロク-」 演出：菅野臣太朗@人形町スタジオ＠山野美容専門学校マイタワー27階
- 円盤ライダーRPGリアル爆弾処理ゲーム「爆弾紳士の挑戦状」
- オハヨウ劇場40分！「おはようは恋のおまじない」作・演出：菅野臣太朗@銀座カフェ サンク
- 危婦人「カサブランカの、夢〜NINPU 2016〜」作・演出：スギタクミ@下北沢駅前劇場
- 〜古夜〜INISHIE NIGHT「月夜見」主演　作：及川猛広　演出 笠野励 @赤坂山王日枝神社
- 円盤ライダー「66-ロクロク-」@シダックスカルチャービレッジ
- 円盤ライダー「ジュラシックな夜」作・演出:村井雄(開幕ペナントレース)
- もじゃもじゃ頭とへらへら眼鏡「日本国 横浜 お浜様」(地劇ミュージカル 優勝作品)作:河田唱子 演出:笹浦暢大＠神奈川県立青少年センターホール
- オハヨウ劇場40分！銀座朝男芝「銀座のパズル」作・演出:高倉良文(劇団ネコ脱出)@銀座カフェ サンク
- もじゃもじゃ頭とへらへら眼鏡「ラクリーメ・ロッセの読書会」作:滝本祥生 演出:笹浦暢大
- 神奈川県演劇連盟プロデュース「螺旋と蜘蛛」主演 作:緑慎一郎 演出:笹浦暢大@KAAT神奈川芸術劇場 大スタジオ
- もじゃもじゃ頭とへらへら眼鏡「日本国 横浜 お浜様～Yokohama Music Revue Show～」作:河田唱子 演出:笹浦暢大＠ラゾーナ川崎プラザソル
- オハヨウ劇場40分！茅場町朝男芝「茅場町のパズル」作・演出:高倉良文(劇団ネコ脱出)@)@CAFE SALVADOR
- 古夜〜INISHIE NIGHT～「月夜見」主演　作：及川猛広　演出 笠野励 ＠GINZA SIX観世能楽堂
- ソラリネ。「星の屑」作・演出:平瀬美紀（IL COLORI.）＠spase Y
- もじゃもじゃ頭とへらへら眼鏡「日本国 横浜 お浜様」作:河田唱子 演出:笹浦暢大＠神奈川県立青少年センターホール
- チークパイ公演「あめの声、なつの唄」主演　作：加藤英雄　演出：うえのやまさおり＠SPACE梟門
- オハヨウ劇場40分！日本橋朝男芝「夏の思い出」作・演出：松本哲也（小松台東)@CAFE SALVADOR
- 古夜〜INISHIE NIGHT～「スサノオ」主演　作：及川猛広　演出：笠野励＠赤坂山王日枝神社
- 演劇チーム渋谷ハチ公前　番外公演「ストックホルム」　作・演出：高橋努＠赤坂レッドシアターRED THEATER
- 円盤ライダー「劇場版爆弾紳士」作・演出：村井雄（KPR/開幕ペナントレース）
- ヤングエイジプロデュース「瞑目/未来」作.・演出：村井雄（KPR/開幕ペナントレース）
- 「宮城野」矢太郎役 作：矢代静一　演出：田丸一宏 @浅草 茶寮一松
- 朗読劇「ウキヨホテル」作・演出：河田唱子
- 古夜～INISHIE NIGHT～「諏訪明神」作：及川猛広　演出：笠野励
- KPRプロデュース「息子／オーガスタス、父を探し求める」主演　作 ハロルド・チャピン／小山内薫 演出 石井幸一(一徳会/鎌ヶ谷アルトギルド)／村井雄(開幕ペナントレース)@浅草 Gallery ef
- 神奈川県演劇連盟プロデュース「Pinky」「静的コンプレックス」主演 作・演出:緑慎一郎 @KAAT神奈川芸術劇場 大スタジオ
- Ukiyo Hotel project 「Ukiyo Hotel」スケベイ役 作・演出：河田唱子 作曲:田中和音＠ラゾーナ川崎プラザソル
- 令和反戦楽団「スタン・反戦」主演作・演出: 黒田勇樹＠三栄町LIVE STAGE
- 黒田勇樹プロデュース「坪川内科メンタルクリニック」作・演出:黒田勇樹 @三栄町LIVE STAGE
- ラゾーナ川崎プラザソル開館13周年記念公演「KEISOU」作:緑慎一郎 演出:酒井俊介 @ラゾーナ川崎プラザソル
- 三栄町LIVE×黒田勇樹プロデュースvol.9「首領(ドン)ちゃん騒ぎ」作・演出:黒田勇樹
- ほとり企画 劇的茶屋「謳う芝浜」熊役　演出:菊地創　作:永野拓也 （オンライン公演）
- 鴎座　Reading Musical「Cabaret」MC役　演出:佐藤信作:島田健司　音楽監督/ピアノ演奏:荻野清子
- 廣島演劇引力第19回プロデュース公演「目頭を押さえた」作・演出: 横山拓也(iaku)
- 鴎座　Reading Musical「Cabaret」MC役　演出:佐藤信　作:島田健司　音楽監督/ピアノ演奏:荻野清子
- TAK in KAAT演劇プロデュース螺旋階段「血の底」主演作・演出:緑慎一郎 @KAAT神奈川芸術劇場 大スタジオ
- UkiyoHotel project 「ジル・ド・レ〜吾輩は娼館の蚤である〜」作:河田唱子演出:菊地創作曲:田中和音@ラゾーナ川崎プラザソル
- ISAWO BOOKSTORE「冥界裁判」主演作・演出高橋いさを@サンモールスタジオ
- ARWINプロデュース「FAMILY TREE FUNK!」作・演出:ウチクリ内倉@浅草九劇
- Sun-mallstudio produce「売春捜査官」熊田留吉役 作:つかこうへい演出:佐山泰三@サンモールスタジオ

### ゲーム
- 白き鋼鉄のX THE OUT OF GUNVOLT（2019年、バクト）

### スチール
- 「LESLIE KEE SUPER LOVE」
- 「PEARLY GATES Photographed by Leslie Kee」
- 「ALEXANDER WANG × H&M Photographed by Leslie Kee」